# Comitas opulenta
Comitas opulenta é uma espécie de gastrópode do gênero Comitas, pertencente a família Pseudomelatomidae.